# Галузин, Владимир Васильевич
Влади́мир Васи́льевич Галу́зин (род. 11 июня 1956, Рубцовск, Алтайский край, СССР) — советский и российский оперный певец (тенор). Народный артист России (2007).

## Биография
В 1984 году окончил Новосибирскую государственную консерваторию им. М. И. Глинки.
В 1980—1988 годах входил в труппу Новосибирского театра Музыкальной комедии, а в 1988—1989 годах был солистом Новосибирского театра оперы и балета.
В 1989 году перешёл в оперную труппу театра «Санктъ-Петербургъ Опера». В 1990—2012 годы — был приглашенным солистом Мариинского театра. С 1992 года приглашенный солист в таких театрах как Метрополитен-опера (Нью Йорк), Ла Скала (Милан), Арена ди Верона, Оранж фестиваль (Франция), Театр Бастий (Париж), Театр Лисеу (Барселона), Театр Ковент-Гарден (Лондон), Большой театр (Москва), Лирик Опера (Чикаго). Выступал также в Зальцбурге, Вене, Токио, Берлине, Кёльне, Брюсселе, Мадриде, Палермо, Флоренции, Венеции, Неаполе, Амстердаме, Роттердаме, Копенгагене, Женеве, Тулузе, Марселе, Ницце, Монте-Карло, Киеве, Буэнос-Айресе, Сан-Франциско и в других театрах мира.
Сотрудничал с такими дирижёрами, как Исидор Зак, Валерий Гергиев, Клаудио Аббадо, Мишель Плассон, Геннадий Рождественский, Зубин Мета, Мстислав Ростропович, Сейджи Озава, Риккардо Мути, Михаил Юровский и др.
По оценкам прессы и интернета, Галузин — один из выдающихся российских теноров и один из первых оперных артистов современности.
Супруга — оперная певица Наталия Тимченко.

## Дискография
- 1991 — «Хованщина», дирижёр Валерий Гергиев (Андрей Хованский)
- 1993 — «Садко», дирижёр Валерий Гергиев (Садко)
- 1993 — «Огненный ангел», дирижёр Валерий Гергиев (Агриппа Неттесгеймский)
- 1994 — «Псковитянка», дирижёр Валерий Гергиев (Михаил Туча)
- 1994 — «Сказание о невидимом граде Китеже и деве Февронии», дирижёр Валерий Гергиев (Гришка Кутерьма)
- 1995 — «Сказание о невидимом граде Китеже и деве Февронии», дирижёр Владимир Федосеев (Гришка Кутерьма)
- 1997 — «Борис Годунов», дирижёр Валерий Гергиев (Григорий)
- 1998 — «Борис Годунов», дирижёр Клаудио Аббадо (Григорий)
- 1999 — «Игрок», дирижёр Валерий Гергиев (Алексей)
- 2007 — «Паяцы», дирижёр Хесус Лопес Кобос (Канио)
- 2007 — «Хованщина», дирижёр Михаэль Бодер (Андрей Хованский)

## Награды и премии
- 1999 — Лауреат оперной премии «Casta Diva» (Россия) в номинации «певец года» за исполнение партии Германа в опере Чайковского «Пиковая дама»
- 2007 — Народный артист РФ
- 2008 — Почётный доктор Национального университета музыки Бухареста